# Guus Hupperts
Guus Hupperts, né le 25 avril 1992 à Heerlen aux Pays-Bas, est un footballeur néerlandais. Il évolue au poste d'ailier au KSC Lokeren.

## Biographie
Guus Hupperts joue en équipe des Pays-Bas des moins de 20 ans, puis évolue avec les espoirs.
Il inscrit neuf buts en première division néerlandaise lors de la saison 2013-2014 avec le Roda JC. Le 8 mars 2014, il est l'auteur d'un doublé en championnat, contre le club du NEC Nimègue.
Lors de la saison 2015-2016, il participe à la Ligue Europa avec le club de l'AZ Alkmaar (8 matchs joués).